# EHF Champions League 2014-2015 (pallamano maschile)
La EHF Champions League 2014-2015, nota per ragioni di sponsorizzazione come Velux Champions League, è stata la 55ª edizione del massimo torneo europeo di pallamano riservato alle squadre di club.

## Formula
- Turno di qualificazione: verrà disputato da dodici squadre raggruppate in tre gironi di quattro club più quattro gironi da due club; le prime classificate di ogni gruppo si qualificheranno alla fase successiva mentre le altre squadre saranno retrocesse in EHF Cup.
- Fase a gironi: Verranno disputati quattro gruppi da sei squadre con gare di andata e ritorno. Le prime quattro di ogni girone si qualificheranno alla fase ad eliminazione diretta.
- Ottavi di finale: le sedici squadre qualificate dalla fase precedente disputeranno gli ottavi di finale con la formula della eliminazione diretta con partite di andata e ritorno.
- Quarti di finale: le otto squadre qualificate dal turno precedente disputeranno i quarti di finale con la formula della eliminazione diretta con partite di andata e ritorno.
- Final Four: per la quarta volta verranno disputate le Final Four del torneo; le semifinali e le finali saranno giocate il nella Lanxess Arena di Colonia.

## Turno di qualificazione

### Gruppo 1
- Sede: Brėst, Sportshall Victoria
- Squadre partecipanti:

 HC Meshkov Brest
 Targos Bevo HC
 HT Tatran Prešov
 RK Vojvodina

#### Semifinali
| Squadra 1     | Squadra 2      | Risultato |
| ------------- | -------------- | --------- |
| Meshkov Brest | Targos Bevo HC | 36 - 23   |
| Meshkov Brest | Targos Bevo HC |           |
| RK Vojvodina  | Tatran Prešov  | 21 - 25   |

#### Finale 3º posto
| Squadra 1      | Squadra 2 | Risultato |
| -------------- | --------- | --------- |
| Targos Bevo HC | Vojvodina | 25 - 30   |

#### Finale
| Squadra 1     | Squadra 2     | Risultato |
| ------------- | ------------- | --------- |
| Meshkov Brest | Tatran Prešov | 26 - 24   |

#### Verdetti
- Qualificato alla fase a gironi Champions League:  Meshkov Brest
- Qualificati al 3º turno EHF Cup:  Tatran Prešov,  Vojvodina
- Qualificato al 2º turno EHF Cup:  Targos Bevo

### Gruppo 2
- Sede: Hard, Sporthalle am See
- Squadre partecipanti:

 Alpla HC Hard
 Junior Fasano
 FC Porto
 HK Motor Zaporozhye

#### Semifinali
| Squadra 1        | Squadra 2     | Risultato |
| ---------------- | ------------- | --------- |
| Motor Zaporozhye | Junior Fasano | 36 - 20   |
| Motor Zaporozhye | Junior Fasano |           |
| Porto            | Alpla Hard    | 29 - 25   |

#### Finale 3º posto
| Squadra 1     | Squadra 2  | Risultato |
| ------------- | ---------- | --------- |
| Junior Fasano | Alpla Hard | 26 - 35   |

#### Finale
| Squadra 1        | Squadra 2 | Risultato |
| ---------------- | --------- | --------- |
| Motor Zaporozhye | Porto     | 30 - 26   |

#### Verdetti
- Qualificato alla fase a gironi Champions League:  Motor Zaporozhye
- Qualificati al 3º turno EHF Cup:  Porto,  Alpla Hard
- Qualificato al 2º turno EHF Cup:  Junior Fasano

### Gruppo 3
- Sede: Hasselt, Sporthal Alverberg
- Squadre partecipanti:

 HC Initia Hasselt
 Haslum HK
 HCM Constanța
 Beşiktaş JK

#### Semifinali
| Squadra 1     | Squadra 2      | Risultato |
| ------------- | -------------- | --------- |
| Haslum        | Beşiktaş       | 22 - 29   |
| Haslum        | Beşiktaş       |           |
| HCM Constanța | Initia Hasselt | 29 - 20   |

#### Finale 3º posto
| Squadra 1      | Squadra 2 | Risultato |
| -------------- | --------- | --------- |
| Initia Hasselt | Haslum    | 26 - 35   |

#### Finale
| Squadra 1     | Squadra 2 | Risultato |
| ------------- | --------- | --------- |
| HCM Constanța | Beşiktaş  | 25 - 34   |

#### Verdetti
- Qualificato alla fase a gironi Champions League:  Beşiktaş
- Qualificati al 3º turno EHF Cup:  Constanța,  Haslum
- Qualificato al 2º turno EHF Cup:  Initia Hasselt

## Fase a gironi

### Girone A
|  | Pos. | Squadra            | Pt | G  | V | N | S | GF  | GS  | D   | Note                              |
|  | ---- | ------------------ | -- | -- | - | - | - | --- | --- | --- | --------------------------------- |
|  | 1.   | THW Kiel           | 18 | 10 | 9 | 0 | 1 | 322 | 259 | +63 | Qualificato agli ottavi di finale |
|  | 2.   | PSG                | 12 | 10 | 6 | 0 | 4 | 297 | 266 | +31 | Qualificato agli ottavi di finale |
|  | 3.   | RK Zagreb          | 12 | 10 | 6 | 0 | 4 | 241 | 248 | -7  | Qualificato agli ottavi di finale |
|  | 4.   | La Rioja           | 9  | 10 | 4 | 1 | 5 | 305 | 305 | +0  | Qualificato agli ottavi di finale |
|  | 5.   | HC Meshkov Brest   | 6  | 10 | 2 | 2 | 6 | 267 | 293 | -26 |                                   |
|  | 6.   | RK Metalurg Skopje | 3  | 10 | 1 | 1 | 8 | 233 | 294 | -61 |                                   |

### Girone B
|  | Pos. | Squadra      | Pt | G  | V | N | S | GF  | GS  | D   | Note                              |
|  | ---- | ------------ | -- | -- | - | - | - | --- | --- | --- | --------------------------------- |
|  | 1.   | FC Barcelona | 17 | 10 | 8 | 1 | 1 | 338 | 280 | +58 | Qualificato agli ottavi di finale |
|  | 2.   | Kolding      | 14 | 10 | 6 | 2 | 2 | 292 | 273 | +58 | Qualificato agli ottavi di finale |
|  | 3.   | Wisła Płock  | 13 | 10 | 6 | 1 | 3 | 288 | 280 | +8  | Qualificato agli ottavi di finale |
|  | 4.   | Flensburg    | 12 | 10 | 6 | 0 | 4 | 288 | 277 | +11 | Qualificato agli ottavi di finale |
|  | 5.   | Alingsås HK  | 2  | 10 | 1 | 0 | 9 | 252 | 298 | -46 |                                   |
|  | 6.   | Beşiktaş     | 2  | 10 | 1 | 0 | 9 | 253 | 303 | -50 |                                   |

### Girone C
|  | Pos. | Squadra            | Pt | G  | V | N | S | GF  | GS  | D   | Note                              |
|  | ---- | ------------------ | -- | -- | - | - | - | --- | --- | --- | --------------------------------- |
|  | 1.   | KC Veszprém        | 18 | 10 | 9 | 0 | 1 | 300 | 262 | +38 | Qualificato agli ottavi di finale |
|  | 2.   | RK Vardar          | 15 | 10 | 7 | 1 | 2 | 313 | 289 | +24 | Qualificato agli ottavi di finale |
|  | 3.   | Rhein-Neckar Löwen | 12 | 10 | 6 | 0 | 4 | 302 | 282 | +20 | Qualificato agli ottavi di finale |
|  | 4.   | Montpellier        | 8  | 10 | 3 | 2 | 5 | 293 | 317 | -24 | Qualificato agli ottavi di finale |
|  | 5.   | RK Celje           | 6  | 10 | 3 | 0 | 7 | 284 | 293 | -9  |                                   |
|  | 6.   | Čechovskie Medvevi | 1  | 10 | 0 | 1 | 9 | 300 | 349 | -49 |                                   |

### Girone D
|  | Pos. | Squadra               | Pt | G  | V  | N | S | GF  | GS  | D   | Note                              |
|  | ---- | --------------------- | -- | -- | -- | - | - | --- | --- | --- | --------------------------------- |
|  | 1.   | KS Kielce             | 20 | 10 | 10 | 0 | 0 | 312 | 271 | +41 | Qualificato agli ottavi di finale |
|  | 2.   | SC Pick Szeged        | 13 | 10 | 6  | 1 | 3 | 276 | 264 | +12 | Qualificato agli ottavi di finale |
|  | 3.   | Dunkerque             | 8  | 10 | 4  | 0 | 6 | 257 | 263 | -6  | Qualificato agli ottavi di finale |
|  | 4.   | Aalborg               | 7  | 10 | 2  | 3 | 5 | 256 | 269 | -13 | Qualificato agli ottavi di finale |
|  | 5.   | Motor Zaporozhye      | 6  | 10 | 3  | 0 | 7 | 283 | 284 | -1  |                                   |
|  | 6.   | Kadetten Schaffhausen | 6  | 10 | 2  | 2 | 6 | 264 | 297 | -34 |                                   |

## Fase a eliminazione

### Ottavi di finale
| Squadra 1 | Squadra 2   | Gara 1  | Gara 2   | Totale  |
| --------- | ----------- | ------- | -------- | ------- |
| La Rioja  | KC Veszprém | Logroño | Veszprém | 54 - 68 |
| La Rioja  | KC Veszprém | 23 - 31 | 31 - 37  | 54 - 68 |

| Squadra 1   | Squadra 2 | Gara 1      | Gara 2  | Totale  |
| ----------- | --------- | ----------- | ------- | ------- |
| Montpellier | KS Kielce | Montpellier | Kielce  | 58 - 60 |
| Montpellier | KS Kielce | 25 - 29     | 33 - 31 | 58 - 60 |

| Squadra 1 | Squadra 2  | Gara 1  | Gara 2     | Totale  |
| --------- | ---------- | ------- | ---------- | ------- |
| Aalbrog   | Barcellona | Aalborg | Barcellona | 33 - 60 |
| Aalbrog   | Barcellona | 11 - 31 | 22 - 29    | 33 - 60 |

| Squadra 1              | Squadra 2 | Gara 1     | Gara 2  | Totale  |
| ---------------------- | --------- | ---------- | ------- | ------- |
| SG Flensburg-Handewitt | THW Kiel  | Flensburgo | Kiel    | 49 - 63 |
| SG Flensburg-Handewitt | THW Kiel  | 21 - 30    | 28 - 33 | 49 - 63 |

| Squadra 1 | Squadra 2 | Gara 1  | Gara 2  | Totale  |
| --------- | --------- | ------- | ------- | ------- |
| Dunkerque | PSG       | Dunkirk | Parigi  | 43 - 46 |
| Dunkerque | PSG       | 21 - 23 | 22 - 23 | 43 - 46 |

| Squadra 1   | Squadra 2 | Gara 1  | Gara 2  | Totale  |
| ----------- | --------- | ------- | ------- | ------- |
| Wisła Płock | RK Vardar | Płock   | Skopje  | 52 - 57 |
| Wisła Płock | RK Vardar | 32 - 26 | 20 - 31 | 52 - 57 |

| Squadra 1          | Squadra 2      | Gara 1   | Gara 2    | Totale  |
| ------------------ | -------------- | -------- | --------- | ------- |
| Rhein-Neckar Löwen | SC Pick Szeged | Mannheim | Seghedino | 59 - 65 |
| Rhein-Neckar Löwen | SC Pick Szeged | 30 - 34  | 29 - 31   | 59 - 65 |

| Squadra 1 | Squadra 2 | Gara 1   | Gara 2     | Totale  |
| --------- | --------- | -------- | ---------- | ------- |
| RK Zagreb | Kolding   | Zagabria | Copenaghen | 43 - 40 |
| RK Zagreb | Kolding   | 22 - 17  | 21 - 23    | 43 - 40 |

### Quarti di finale
| Squadra 1 | Squadra 2  | Gara 1   | Gara 2     | Totale  |
| --------- | ---------- | -------- | ---------- | ------- |
| RK Zagreb | Barcellona | Zagabria | Barcellona | 44 - 68 |
| RK Zagreb | Barcellona | 23 - 25  | 21 - 43    | 44 - 68 |

| Squadra 1 | Squadra 2 | Gara 1  | Gara 2  | Totale  |
| --------- | --------- | ------- | ------- | ------- |
| RK Vardar | KS Kielce | Skopje  | Kielce  | 51 - 55 |
| RK Vardar | KS Kielce | 20 - 22 | 31 - 33 | 51 - 55 |

| Squadra 1 | Squadra 2   | Gara 1  | Gara 2   | Totale  |
| --------- | ----------- | ------- | -------- | ------- |
| PSG       | KC Veszprém | Parigi  | Veszprém | 52 - 58 |
| PSG       | KC Veszprém | 24 - 24 | 28 - 34  | 52 - 58 |

| Squadra 1      | Squadra 2 | Gara 1    | Gara 2  | Totale  |
| -------------- | --------- | --------- | ------- | ------- |
| SC Pick Szeged | THW Kiel  | Seghedino | Kiel    | 54 - 60 |
| SC Pick Szeged | THW Kiel  | 31 - 29   | 23 - 31 | 54 - 60 |

## Final Four

### Semifinali
| Squadra 1  | Squadra 2 | Risultato |
| ---------- | --------- | --------- |
| Barcellona | KS Kielce | 33 - 28   |

| Squadra 1 | Squadra 2        | Risultato |
| --------- | ---------------- | --------- |
| THW Kiel  | Telekom Veszprem | 27 - 31   |

### Finale 3º posto
| Squadra 1 | Squadra 2 | Risultato |
| --------- | --------- | --------- |
| KS Kielce | THW Kiel  | 28 - 26   |

### Finale
| Squadra 1  | Squadra 2   | Risultato |
| ---------- | ----------- | --------- |
| Barcellona | KC Veszprém | 28 - 23   |